# Gergei
Gergei (sardinski: Gerxèi) je grad i općina (comune) u pokrajini Južnoj Sardiniji u regiji Sardiniji, Italija. Nalazi se na nadmorskoj visini od 374 metra i ima populaciju od 1 224 stanovnika.
 Prostire se na teritoriju od 36,18 km². Gustoća naseljenosti je 34 st/km².
Susjedne općine su: Barumini, Gesturi, Mandas i Serri.